# Perumyialossa embiaphaga
Perumyialossa embiaphaga är en tvåvingeart som först beskrevs av Arnaud 1963.  Perumyialossa embiaphaga ingår i släktet Perumyialossa och familjen parasitflugor.
Artens utbredningsområde är Peru. Inga underarter finns listade i Catalogue of Life.